# Контно (Вармінсько-Мазурське воєводство)
Контно (пол. Kątno, нім. Tafelbude) — село в Польщі, у гміні Оструда Острудського повіту Вармінсько-Мазурського воєводства.
Населення — 151 особа (2011).
У 1975-1998 роках село належало до Ольштинського воєводства.

## Демографія
Демографічна структура станом на 31 березня 2011 року:
|          | Загалом | Допрацездатний вік | Працездатний вік | Постпрацездатний вік |
| -------- | ------- | ------------------ | ---------------- | -------------------- |
| Чоловіки | 82      | 14                 | 56               | 12                   |
| Жінки    | 69      | 17                 | 38               | 14                   |
| Разом    | 151     | 31                 | 94               | 26                   |